# 馮恩崐
馮恩崐（?—?），浙江省紹興府餘姚縣人，清朝政治人物、進士出身。
光緒二十年（1894年），参加光緒甲午科殿試，登進士二甲26名。同年五月，改翰林院庶吉士。光緒二十一年四月，散館，授翰林院編修。